# Pensamiento Alavés
El Pensamiento Alavés fue un periódico editado en la ciudad española de Vitoria entre 1932 y 1967.

## Historia
Afín al tradicionalismo carlista y sucesor de El Heraldo Alavés, su primer número apareció publicado el 13 de diciembre de 1932, en tiempos de la Segunda República Española, a la que se opuso, además de al nacionalismo vasco. Fue propiedad de José Luis Oriol Urigüen y entre sus directores se contaron José Goñi Aizpurúa y José Martínez de Marigorta. Fue considerado el portavoz de la Hermandad Alavesa. Desapareció el 18 de febrero de 1967, al dar paso a la cabecera Norte Express, ya en plena dictadura franquista.